# Danh sách phim điện ảnh Hoa ngữ có doanh thu cao nhất
Dưới đây là danh sách các bộ phim ăn khách nhất của điện ảnh Hoa ngữ

## Phim điện ảnh Hoa ngữ có doanh thu cao nhất
Danh sách này tập hợp các phim có doanh thu cao nhất trong lịch sử điện ảnh Trung Quốc theo nguồn của Tổng cục điện ảnh và phát thanh truyền hình (SARFT) và Maoyan. Doanh thu ở đây chỉ tính số tiền bán vé thu được từ các rạp phim (box office), không kể tới các hình thức lợi nhuận khác (cho thuê băng đĩa, bản quyền truyền hình,...). Doanh thu được tính theo đơn vị NDT và chưa tính tới trượt giá.
Danh sách phim điện ảnh có doanh thu cao nhất (tính đến ngày 14/11/2017)
| STT | Tên phim                               | Năm phát hành | Doanh thu (Tỷ NDT) | Thể loại                      | Đạo diễn                    | Diễn viên                                                    |
| --- | -------------------------------------- | ------------- | ------------------ | ----------------------------- | --------------------------- | ------------------------------------------------------------ |
| 1   | Chiến lang 2                           | 2017          | 5.678              | Phim hành động                | Ngô Kinh                    | Ngô Kinh, Frank Grillo, Trương Hàn, Celina Jade,Oleg Prudius |
| 2   | Mỹ nhân ngư                            | 2016          | 3.390              | Phim tình cảm, hài, giả tưởng | Châu Tinh Trì               | Đặng Siêu, Trương Vũ Kỳ, La Chí Tường. Lâm Duẫn              |
| 3   | Truy lùng quái yêu                     | 2015          | 2.439              | Hài, giả tưởng, cổ trang      | Hứa Thành Nghị              | Bạch Bách Hà, Tỉnh Bách Nhiên, Tăng Chí Vĩ, Ngô Quân Như     |
| 4   | Oan gia đổi mệnh                       | 2017          | 2.188              | Hài                           | Tống Dương, Trương Ngật Ngư | Mã Lệ, Ngải Luân, Thẩm Đằng                                  |
| 5   | Kungfu Yoga                            | 2017          | 1.753              | Hài, hành động                | Đường Quý Lễ                | Thành Long. Lý Trị Đình, Trương Nghệ Hưng                    |
| 6   | Ma thổi đèn: Tầm long quyết            | 2015          | 1.682              | Giả tưởng, kì bí, phiêu lưu   | Ô Nhĩ Thiện                 | Trần Khôn, Hoàng Bột, Thư Kỳ, Angelababy                     |
| 7   | Tây Du Ký: Mối tình ngoại truyện 2     | 2017          | 1.656              | Giả tưởng, hài, hành động     | Châu Tinh Trì               | Ngô Diệc Phàm, Lâm Canh Tân, Lâm Duẫn                        |
| 8   | Lạc lối ở Hồng Kông                    | 2015          | 1.614              | Hài                           | Từ Tranh                    | Từ Tranh, Triệu Vy, Bao Bối Nhĩ, Đỗ Quyên                    |
| 9   | Charlotte phiền muộn                   | 2015          | 1.441              | Tình cảm, hài                 | Diêm Phi                    | Thẩm Đằng, Mã Lệ, Doãn Chính, Ngải Luân                      |
| 10  | Lạc lối ở Thái Lan                     | 2012          | 1.271              | Hài                           | Từ Tranh                    | Từ Tranh, Vương Bảo Cường, Hoàng Bột                         |
| 11  | Tây Du Ký: Mối tình ngoại truyện       | 2013          | 1.246              | Hài, giả tưởng                | Châu Tinh Trì               | Văn Chương, Thư Kỳ, Hoàng Bột                                |
| 12  | Tây du ký 2: Ba lần đánh Bạch Cốt Tinh | 2016          | 1.200              | Phim hành động, giả tưởng     | Trịnh Bảo Thụy              | Quách Phú Thành, Củng Lợi, Phùng Thiệu Phong                 |

## Phim điện ảnh Hoa ngữ có doanh thu cao nhất (theo từng năm)

### Năm 2017
Tính đến ngày 14/11/2017
| STT | Tên phim                          | Doanh thu | Thời gian công chiếu | Thể loại               | Đạo diễn                    | Diễn viên                                                    |
| --- | --------------------------------- | --------- | -------------------- | ---------------------- | --------------------------- | ------------------------------------------------------------ |
| 1   | Chiến lang 2                      | 5.678     | 27 tháng 7, 2017     | Hành động              | Ngô Kinh                    | Ngô Kinh, Frank Grillo, Trương Hàn, Celina Jade,Oleg Prudius |
| 2   | Oan gia đổi mệnh                  | 2.188     | 30 tháng 9, 2017     | Hài, giả tưởng         | Tống Dương, Trương Ngật Ngư | Mã Lệ, Ngải Luân, Thẩm Đằng                                  |
| 3   | Kungfu Yoga                       | 1.753     | 28 tháng 1, 2017     | Hài, hành động         | Đường Quý Lễ                | Thành Long. Lý Trị Đình, Trương Nghệ Hưng                    |
| 4   | Tây Du phục yêu thiên             | 1.656     | 28 tháng 1, 2017     | Hài, giả tưởng         | Châu Tinh Trì               | Ngô Diệc Phàm, Lâm Canh Tân, Lâm Duẫn                        |
| 5   | Đạp gió rẽ sóng                   | 1.049     | 28 tháng 1, 2017     | Tình cảm               | Hàn Hàn                     | Đặng Siêu, Bành Vu Yến, Triệu Lệ Dĩnh                        |
| 6   | Đại náo thiên trúc                | 732       | 28 tháng 1, 2017     | Hài, hành động         | Vương Bảo Cường             | Vương Bảo Cường, Nhạc Vân Bằng, Bạch Khách, Liễu Nham        |
| 7   | Ngộ Không truyện                  | 697       | 13 tháng 7, 2017     | Giả tưởng, tình cảm    | Quách Tử Kiện               | Bành Vu Yến, Nghê Ni, Dư Văn Lạc, Trịnh Sảng                 |
| 8   | Truy long                         | 574       | 30 tháng 9, 2017     | Hành động, tội phạm    | Vương Tinh, Quan Trí Diệu   | Lưu Đức Hoa, Chân Tử Đan                                     |
| 9   | Tam sinh tam thế: Thập lý đào hoa | 535       | 3 tháng 8, 2017      | Giả tưởng, tình cảm    | Triệu Tiểu Đinh             | Lưu Diệc Phi, Dương Dương, La Tấn, Nghiêm Khoan              |
| 10  | Sát phá lang                      | 521       | 17 tháng 8, 2017     | Hành động, tình cảm    | Diệp Vĩ Tín                 | Cổ Thiên Lạc, Ngô Việt                                       |
| 11  | Ban nhạc máy khâu                 | 454       | 30 tháng 9, 2017     | Hài, nhạc kịch         | Đổng Thành Bằng             | Đổng Thành Bằng, Kiều Sam, Cổ Lực Na Trát                    |
| 12  | Kiến quân đại nghiệp              | 403       | 27 tháng 7, 2017     | Lịch sử                | Lưu Vĩ Cường                | Lưu Diệp, Chu Á Văn, Hoàng Chí Trung                         |
| 13  | Hiến thân của nghi can X          | 402       | 31 tháng 3, 2017     | Phá án                 | Tô Hữu Bằng                 | Vương Khải, Trương Lỗ Nhất, Lâm Tâm Như                      |
| 14  | Chuyên gia gỡ bom                 | 400       | 28 tháng 4, 2017     | Hành động, tội phạm    | Khâu Lễ Đào                 | Lưu Đức Hoa, Khương Văn, Tống Giai                           |
| 15  | Thợ săn bầu trời                  | 317       | 30 tháng 9, 2017     | Hành động, chiến tranh | Lý Thần                     | Lý Thần, Phạm Băng Băng, Vương Thiên Nguyên                  |
| 16  | Tâm lý tội phạm                   | 303       | 11 tháng 8, 2017     | Hành động, phá án      | Tạ Đông Sân                 | Lý Dịch Phong, Liêu Phàm                                     |
| 17  | Kí ức đại sư                      | 292       | 28 tháng 4, 2017     | Tội phạm, hành động    | Trần Chính Đạo              | Hoàng Bột, Từ Tịnh Lôi, Đoạn Dịch Hoằng, Dương Tử San        |
| 18  | Tú xuân đao 2                     | 266       | 19 tháng 7, 2017     | Cổ trang, võ hiệp      | Lộ Dương                    | Trương Chấn, Dương Mịch, Trương Dịch                         |
| 19  | Kinh thành nhà số 81 2            | 218       | 6 tháng 7, 2017      | Kinh dị                | Tiền Nhân Hào               | Trương Trí Lâm, Mai Đình, Chung Hân Đồng                     |
| 20  | Thích anh                         | 210       | 28 tháng 4, 2017     | Hài, tình cảm          | Hứa Hồng Vũ                 | Kim Thành Vũ, Châu Đông Vũ                                   |

### Năm 2016
| STT | Tên phim                                  | Thời gian công chiếu | Doanh thu | Thể loại                          | Đạo diễn                 | Diễn viên                                             |
| --- | ----------------------------------------- | -------------------- | --------- | --------------------------------- | ------------------------ | ----------------------------------------------------- |
| 1   | Mỹ nhân ngư                               | 8 tháng 2, 2016      | 3.390     | Phim tình cảm, hài, giả tưởng     | Châu Tinh Trì            | Đặng Siêu, Trương Vũ Kỳ, La Chí Tường. Lâm Duẫn       |
| 2   | Tây du ký 2: Ba lần đánh Bạch Cốt Tinh    | 8 tháng 2, 2016      | 1.200     | Phim hành động, giả tưởng         | Trịnh Bảo Thụy           | Quách Phú Thành, Củng Lợi, Phùng Thiệu Phong          |
| 3   | Hành động sông Mê Kông                    | 30 tháng 9, 2016     | 1.184     | Hành động, tội phạm               | Lâm Siêu Hiền            | Trương Hàm Dư, Bành Vu Yến                            |
| 4   | Tử chiến Trường Thành                     | 16 tháng 12, 2016    | 1.174     | Hành động, giả tưởng, chiến tranh | Trương Nghệ Mưu          | Matt Damon, Cảnh Điềm, Pedro Pascal, Lưu Đức Hoa      |
| 5   | Đổ thành phong vân 3                      | 8 tháng 2, 2016      | 1.118     | Hài, hành động                    | Vương Tinh, Lưu Vĩ Cường | Châu Nhuận Phát, Lưu Đức Hoa, Trương Gia Huy          |
| 6   | Đạo mộ bút kí                             | 5 tháng 8, 2016      | 1.004     | Kì bí, giả tưởng, khám phá        | Lý Nhân Cảng             | Tỉnh Bách Nhiên, Lộc Hàm, Mã Tư Thuần                 |
| 7   | Tẩu thoát ngoạn mục                       | 21 tháng 7, 2016     | 889       | Hài, hành động                    | Renny Harlin             | Thành Long, Johnny Cnoxville, Phạm Băng Băng          |
| 8   | Ngang qua thế giới của em                 | 29 tháng 9, 2016     | 814       | Tình cảm                          | Trương Nhất Bạch         | Đặng Siêu, Bạch Bách Hà, Dương Dương, Trương Thiên Ái |
| 9   | Bắc Kinh gặp gỡ Seattle: Một bức thư tình | 29 tháng 4, 2016     | 787       | Tình cảm                          | Tiết Hiểu Lộ             | Thang Duy, Ngô Tú Ba, Huệ Anh Hồng                    |
| 10  | Diệp Vấn 3                                | 4 tháng 3, 2016      | 770       | Truyền kỳ, hành động, lịch sử     | Diệp Vĩ Tín              | Chân Tử Đan, Trương Tấn                               |

### Năm 2015
| STT | Tên phim                    | Thời gian công chiếu | Doanh thu | Thể loại                         | Đạo diễn        | Diễn viên                                                |
| --- | --------------------------- | -------------------- | --------- | -------------------------------- | --------------- | -------------------------------------------------------- |
| 1   | Truy lùng quái yêu          | 16 tháng 7, 2015     | 2.439     | Hài, giả tưởng, cổ trang         | Hứa Thành Nghị  | Bạch Bách Hà, Tỉnh Bách Nhiên, Tăng Chí Vĩ, Ngô Quân Như |
| 2   | Ma thổi đèn: Tầm long quyết | 18 tháng 12, 2015    | 1.682     | Giả tưởng, kì bí, phiêu lưu      | Ô Nhĩ Thiện     | Trần Khôn, Hoàng Bột, Thư Kỳ, Angelababy                 |
| 3   | Lạc lối ở Hồng Kông         | 25 tháng 9, 2015     | 1.614     | Hài                              | Từ Tranh        | Từ Tranh, Triệu Vy, Bao Bối Nhĩ, Đỗ Quyên                |
| 4   | Charlotte phiền muộn        | 30 tháng 9, 2015     | 1.441     | Tình cảm, hài                    | Diêm Phi        | Thẩm Đằng, Mã Lệ, Doãn Chính, Ngải Luân                  |
| 5   | Hiệp sĩ bánh rán            | 17 tháng 7, 2015     | 1.157     | Hài                              | Đổng Thành Bằng | Đổng Thành Bằng, Viên San San, Liễu Nham                 |
| 6   | Đổ thành phong vân 2        | 19 tháng 2, 2015     | 973       | Hài, hành động                   | Vương Tinh      | Châu Nhuận Phát, Trương Gia Huy, Lưu Gia Linh            |
| 7   | Lão pháo nhi                | 24 tháng 12, 2015    | 902       | Hành động                        | Quản Hổ         | Phùng Tiểu Cương, Hứa Tình, Trương Hàm Dư                |
| 8   | Phá án phố người Hoa        | 30 tháng 12, 2015    | 823       | Hài, hành động, kì bí            | Trần Tư Thành   | Vương Bảo Cường, Lưu Hạo Nhiên, Đồng Lệ Á                |
| 9   | Kiếm Rồng                   | 19 tháng 2, 2015     | 743       | Hành động, chiến tranh, cổ trang | Lý Nhân Cảng    | Thành Long, John Cusack, Adrien Brody, Lâm Bằng          |
| 10  | Khuấy đảo hollywood         | 29 tháng 4, 2015     | 700       | Phiêu lưu                        | Timothy Kendall | Triệu Vy, Huỳnh Hiểu Minh                                |

### Năm 2014
| STT | Tên phim                      | Thời gian công chiếu | Doanh thu | Thể loại               | Đạo diễn                     | Diễn viên                                                                     |
| --- | ----------------------------- | -------------------- | --------- | ---------------------- | ---------------------------- | ----------------------------------------------------------------------------- |
| 1   | Tâm hoa lộ phóng              | 30 tháng 9, 2014     | 1.149     | Hài, tình cảm          | Ninh Hạo                     | Từ Tranh, Hoàng Bột, Viên Tuyền                                               |
| 2   | Tây du kí: Đại náo thiên cung | 31 tháng 1, 2014     | 1.029     | Hành động, giả tưởng   | Trịnh Bảo Thụy               | Chân Tử Đan, Châu Nhuận Phát, Quách Phú Thành                                 |
| 3   | Trí thủ Uy Hổ sơn             | 23 tháng 12, 2014    | 883       | Hành động, chiến tranh | Từ Khắc                      | Trương Hàm Dư, Lương Gia Huy, Lâm Canh Tân                                    |
| 4   | Bố ơi mình đi đâu thế         | 31 tháng 1, 2014     | 688       | Gia đình               | Tạ Địch Quỳ, Lâm Nghiên      | Lâm Chí Dĩnh, Quách Đào, Điền Lượng, Trương Lượng, Vương Nhạc Luân và các con |
| 5   | Cao thủ chia tay              | 27 tháng 6, 2014     | 656       | Hài                    | Đặng Siêu                    | Đặng Siêu, Dương Mịch, Cổ Lực Na Trát                                         |
| 6   | Không ngày gặp lại            | 24 tháng 7, 2014     | 623       | Tình cảm               | Hàn Hàn                      | Phùng Thiệu Phong, Trần Bách Lâm, Chung Hán Lương                             |
| 7   | Năm tháng vội vã              | 5 tháng 12, 2014     | 603       | Thanh xuân, tình cảm   | Trương Nhất Bạch             | Bành Vu Yến, Nghê Ni, Trịnh Khải                                              |
| 8   | Đổ thành phong vân            | 31 tháng 1, 2014     | 518       | Hài, hành động         | Vương Tinh, Chung Thiếu Hùng | Châu Nhuận Phát, Tạ Đình Phong, Đỗ Vấn Trạch                                  |
| 9   | Nhất bộ chi dao               | 18 tháng 12, 2014    | 511       | Tình cảm, phiêu lưu    | Khương Văn                   | Khương Văn, Cát Ưu, Chu Vận                                                   |
| 10  | Tiểu Thời Đại 3               | 17 tháng 7, 2014     | 507       | Tình cảm               | Quách Kính Minh              | Dương Mịch, Kha Chấn Đông, Quách Thái Khiết                                   |

### Năm 2013
| T  | Tên phim                                | Thời gian công chiếu | Doanh thu | Thể loại                   | Đạo diễn         | Diễn viên                                            |
| -- | --------------------------------------- | -------------------- | --------- | -------------------------- | ---------------- | ---------------------------------------------------- |
| 1  | Tây Du hàng ma thiên                    | 10 tháng 2, 2013     | 1.235     | Hài, giả tưởng             | Châu Tinh Trì    | Thư Kỳ, Văn Chương, La Chí Tường, Hoàng Bột          |
| 2  | Gửi tuổi thanh xuân đã qua của chúng ta | 26 tháng 4, 2013     | 707       | Tình cảm                   | Triệu Vy         | Triệu Hựu Đình, Hàn Canh, Dương Tử San, Giang Sơ Ảnh |
| 3  | Vai diễn cuộc đời                       | 19 tháng 12, 2013    | 705       | Hài                        | Phùng Tiểu Cương | Cát Ưu, Bạch Bách Hà, Lý Tiểu Lộ                     |
| 4  | Địch Nhân Kiệt: Thần đô long vương      | 28 tháng 9, 2013     | 590       | Hành động, cổ trang, kì bí | Từ Khắc          | Triệu Hựu Đình, Phùng Thiệu Phong, Lâm Canh Tân      |
| 5  | Đối tác Trung Quốc                      | 17 tháng 5, 2013     | 534       | Kịch tình                  | Trần Khả Tân     | Huỳnh Hiểu Minh, Đặng Siêu, Đồng Đại Vi              |
| 6  | Câu chuyện cảnh sát 6                   | 24 tháng 12, 2013    | 527       | Hành động, tội phạm        | Đinh Thịnh       | Thành Long, Lưu Diệp, Cảnh Điềm                      |
| 7  | Bắc Kinh gặp gỡ Seatlle                 | 21 tháng 3, 2013     | 513       | Tình cảm                   | Tiết Hiểu Đường  | Thang Duy, Ngô Tú Ba, Hải Thanh                      |
| 8  | Tiểu Thời Đại                           | 27 tháng 6, 2013     | 479       | Tình cảm                   | Quách Kính Minh  | Dương Mịch, Kha Chấn Đông, Quách Thái Khiết          |
| 9  | Bão lửa                                 | 12 tháng 12, 2013    | 310       | Hành động, tội phạm        | Viên Cẩm Lân     | Lưu Đức Hoa, Diêu Thần, Lâm Gia Đống                 |
| 10 | Phú Xuân sơn cư đồ                      | 9 tháng 6, 2013      | 294       | Hành động, phiêu lưu       | Tôn Kiện Quân    | Lưu Đức Hoa, Lâm Chí Linh, Trương Tịnh Sơ            |